# Maxillaria brevis
Maxillaria brevis är en orkidéart som först beskrevs av Frederico Carlos Hoehne och Schltr., och fick sitt nu gällande namn av Frederico Carlos Hoehne. Maxillaria brevis ingår i släktet Maxillaria och familjen orkidéer. Inga underarter finns listade i Catalogue of Life.